# Phylicia Rashad
Phylicia Rashad, född 19 juni 1948 i Houston, Texas, är en amerikansk skådespelare. Hon är främst känd från TV-serien Cosby, där hon spelar mamman i familjen, Clair Huxtable. Hennes syster är skådespelaren och koreografen Debbie Allen, känd från TV-serien Fame.

## Filmografi i urval
- 1984–1992 – Cosby (TV-serie)
- 1989 – Polly
- 1990 – Teenage Mutant Ninja Turtles - Dr. Jane Goodfellow[1]
- 2015 – Creed
- 2023 – Creed III

## Utmärkelser
- 1988 – Image Award Outstanding Lead Actress in a Comedy Series – för Cosby
- 1997 – Image Award Outstanding Lead Actress in a Comedy Series – för Cosby